# Габсбургский закон

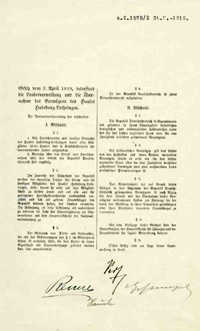
Первая страница оригинала (1919)

Габсбургский закон (иногда, Антигабсбургский закон) — закон от 3 апреля 1919 года, первоначально принятый Конституционным собранием (нем. Konstituierende Nationalversammlung) Германской Австрии, в качестве одного из государств-правопреемников Австро-Венгрии. Закон юридически сверг Габсбург-Лотарингский дом в качестве правителей страны, которая 12 ноября 1918 года объявила себя республикой, изгнав представителей старой династии и конфисковал их имущество. Габсбургский закон был ненадолго отменен в 1935 году, после чего семье Габсбург-Лотарингского дома была возвращена их бывшая собственность; однако уже в 1938 году, после аншлюса, власти нацистской Германии вернули силу закону и он был сохранен и после того как Австрия восстановила независимость после Второй мировой войны.
Поскольку закон нарушал права человека, Австрия после вступления в Европейский союз была вынуждена отменить его большую часть, в том числе отмена запрета на въезд членов Габсбург-Лотарингского дома на территорию Австрии.